# ケーブルシティ横浜
一般財団法人ケーブルシティ横浜（ケーブルシティよこはま）は、かつて神奈川県横浜市に存在した法人。
同市みなとみらい21地区及びその周辺地区等に建設される中高層建築物等を原因とするテレビ電波障害の解消のため、ケーブルテレビ等によるテレビジョン放送の再送信を行う事業などを実施していた。元横浜市都市整備局みなとみらい21推進課所管。
ケーブルテレビ事業からの撤退後の2015年4月1日をもって、一般社団法人横浜みなとみらい21へ吸収合併された
。

## 概要
横浜みなとみらい21地区のテレビ電波障害解消を目的とするケーブルテレビ事業を行っていた。みなとみらい21中央地区は契約なしに試聴が可能となっていた。同地区ではスカイパーフェクTV!光（2012年10月1日より「スカパー!プレミアムサービス光」に事業名変更）が導入されていた。
かつては本牧地区もCCYの管理運営によって行われていたが、2006年4月1日付けで業務提携を結んでいたジェイコムイースト・横浜テレビ局（J:COM横浜）に2012年8月1日付けをもって完全に事業譲渡を行いCCYの管理から離れる。事業一部譲渡前の時点で、本牧とみなとみらい21地区とでは番組の内容が大幅に異なっていた。
みなとみらい21地区でのケーブルテレビ事業は、2014年7月1日付で同じくジェイコムイースト・横浜テレビ局に譲渡され、この際スカパー!プレミアムサービス光からJ:COMのサービスに切り替えた。
こうして、CCYはケーブルテレビ事業から撤退した。

## 所在地
- 本部 - 横浜市西区みなとみらい二丁目3番1号 クイーンズタワーA棟 12階
- 本牧センター - 横浜市中区本牧宮原2-25 橋本ビル2階

## 主な放送チャンネル

### テレビ局
詳細についてはケーブルシティ横浜の公式ホームページを参考のこと。

### ラジオ局
AMラジオ局と短波（SW）ラジオ局はみなとみらい21地区のみ提供となっていた。

#### FMラジオ局
| MHz          | MHz  | 放送局     |
| みなとみらい | 本牧 | 放送局     |
| ------------ | ---- | ---------- |
| 76.1         | 76.1 | Inter FM   |
| 77.1         | 76.6 | 放送大学FM |
| 80.0         | 79.0 | TOKYO FM   |
| 81.3         | 77.8 | J-WAVE     |
| 81.9         | 83.1 | NHK横浜FM  |
| 82.5         | 80.6 | NHK東京FM  |
| 84.7         | 85.7 | FMヨコハマ |
|              | 79.5 | NACK5      |
|              | 84.1 | Bay FM     |

- 空欄は未提供チャンネル。

#### AMラジオ局
| MHz  | 放送局       |
| ---- | ------------ |
| 78.5 | NHK第1       |
| 76.5 | NHK第2       |
| 79.0 | TBSラジオ    |
| 80.6 | 文化放送     |
| 83.1 | ニッポン放送 |
| 83.7 | ラジオ日本   |

#### SWラジオ局
| MHz  | 放送局         |
| ---- | -------------- |
| 77.5 | ラジオNIKKEI-1 |
| 85.3 | ラジオNIKKEI-2 |
| 84.2 | ラジオNIKKEI-3 |
| 85.9 | ラジオNIKKEI-4 |

## コミュニティチャンネル
- 愛称：MMコミュニティチャンネル

### 番組
- はまっこアイ
- マル得横浜情報局
- 横浜市会ダイジェスト